# Blue Valentine (film)
Ne pas confondre avec Blue Valentine, l'album de Tom Waits (1978).
Pour plus de détails, voir Fiche technique et Distribution.
Blue Valentine, ou Blue Valentine : Une histoire d'amour au Québec, est un film dramatique américain, réalisé par Derek Cianfrance en 2010.
Le film a été présenté au Festival de Cannes 2010, dans la catégorie Un certain regard.

## Synopsis
Dean et Cindy sont mariés, et leur relation a changé au cours des années. Leurs problèmes tournent autour de l'ambition de Cindy et son manque de compatibilité avec la vision de Dean, qui considère comme le plus important son épouse et son enfant.

## Fiche technique

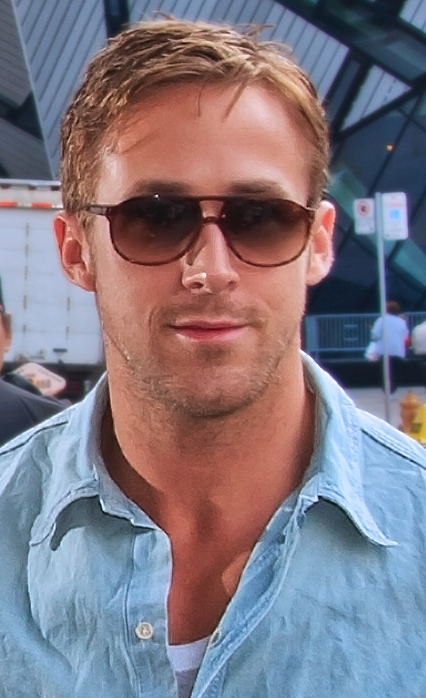
L'acteur principal Ryan Gosling, pour la présentation du film au TIFF 2010.

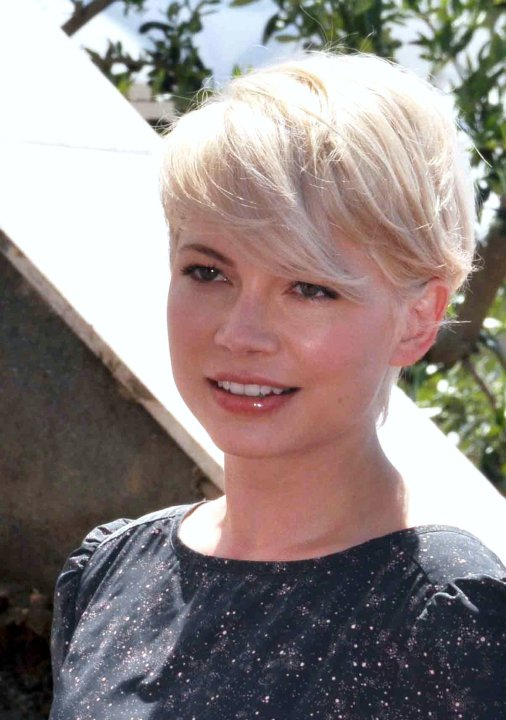
Et sa partenaire Michelle Williams, pour la présentation du film au Festival de Cannes 2010.

- Titre original et français : Blue Valentine
- Titre québécois : Blue Valentine : Une histoire d'amour
- Réalisation : Derek Cianfrance
- Scénario : Derek Cianfrance, Cami Delavigne et Joey Curtis
- Photographie : Andrij Parekh
- Montage : Jim Helton et Ron Patane
- Musique : Grizzly Bear Department of Eagles
- Production : Doug Dey, Lynette Howell, Carrie Fix, Alex Orlovsky, Jamie Patricof et Jack Lechner
- Sociétés de production : The Weinstein Company
- Sociétés de distribution :  The Weinstein Company ; / Pathé
- Pays d'origine :  États-Unis
- Langue originale : anglais
- Genre : Drame et romance
- Durée : 112 minutes
- Dates de sortie :
  -  États-Unis : 27 décembre 2010
  -  France : 15 juin 2011

## Distribution
Légende : V. F. = version française[réf. nécessaire] et V. Q. = version québécoise
- Ryan Gosling (V. F. : Alexandre Gillet et V. Q. : Guillaume Champoux) : Dean Pereira
- Michelle Williams (V. Q. : Pascale Montreuil) : Cindy Pereira
- Mike Vogel : Bobby Ontario, l'ex de Cindy
- John Doman (V. F. : Philippe Dumond) : Jerry Heller, le père de Cindy
- Jen Jones : la grand-mère de Cindy
- Ben Shenkman (V. Q. : Antoine Durand) : le docteur Sam Feinberg
- Faith Wladyka (V. Q. : Gabrielle Shulman) : Frankie Periera, la fille de Cindy et Dean
- Reila Aphrodite : Mary
- Mel Jurdem : Walter, le vieil homme
- Marshall Johnson (V. Q. : Denis Roy) : Marshall
- Eileen Rosen (V. Q. : Rosalie Julien) : Mimi
- Maryann Plunkett : Glenda

## Autour du film
Le film a failli être interdit aux personnes ayant moins de 17 ans aux États-Unis. 
On peut compter six ans entre la période de la jeunesse de Dean et Cindy et la période présente du film. Pour rendre crédible et convaincant cet artifice de changement de temps, Derek Cianfrance utilisera des pellicules de 16 mm pour la jeunesse amoureuse des deux protagonistes et une image numérique pour la seconde période, celle du présent. Il utilisera également des procédés de maquillage

## Distinctions
- 2011 : Michelle Williams nommée pour l'Oscar de la meilleure actrice  dans Blue Valentine
- 2011 : Ryan Gosling nommé pour le Golden Globe du meilleur acteur dans un film dramatique  dans Blue Valentine
- 2011 : Michelle Williams nommée pour le Golden Globe de la meilleure actrice dans un film dramatique  dans Blue Valentine